# Płyn dziąsłowy
Płyn dziąsłowy (skrót PD, ang. GCF – gingival crevicular ﬂuid) – bogaty w składniki odżywcze płyn będący mieszaniną komórek i substancji wydzielanych w rowku dziąsłowym, ułatwiający adhezję nabłonka. Są to głównie przeciwciała, komórki (wymienione w tabeli poniżej), białka i jony.
Wśród przeciwciał dominują immunoglobuliny G, występują również IgM i IgA. Spośród składników obronnych organizmu znajduje się w nim również układ dopełniacza. Białkami są przede wszystkim białka surowicy (np. albumina) i enzymy takie jak kolagenaza, elastaza, trypsyna, lizozym itp. W skład jonów PD wchodzą zaś sód, potas, wapń, magnez, fosforany – tak więc skład jonowy jest podobny do śliny, z tą jednak różnicą, że stosunek K+/Na+ jest odwrotny oraz w PD nie występują węglany.
| typ komórek        | płyn dziąsłowy | krew obwodowa |
| ------------------ | -------------- | ------------- |
| neutrofile         | 91–97%         | 60%           |
| monocyty/makrofagi | 2–3%           | 5–10%         |
| limfocyty          | 1–6%           | 20–30%        |
| limfocyty T        | 29%            | 50–75%        |
| limfocyty B        | 71%            | 15–30%        |

Jego wydzielanie wzrasta w stanach zapalnych przyzębia, co może przyczynić się do destrukcji tkanek przyzębia. Badanie składu płynu dziąsłowego może być pomocne w ocenie stanu przyzębia.